# Simplified Mandatory Access Control Kernel
Pour les articles homonymes, voir Smack.
Simplified Mandatory Access Control Kernel (Smack) est un module de sécurité du noyau Linux, permettant d’implémenter un contrôle d'accès obligatoire basé sur des labels. Il repose sur le framework LSM et a été intégré dans la version 2.6.25 de Linux. Celui-ci a été écrit et est maintenu par Casey Schaufler.

## Fonctionnement
Il existe trois composants à Smack :
- Une modification du noyau, implémentée sous forme d'un module de sécurité Linux. L'implémentation repose sur les attributs des systèmes de fichiers et sur NetLabel, qui permet de labeliser les paquets réseau.
- Un script de démarrage qui vérifie les attributs de certains fichiers de périphériques et charge ensuite la configuration de Smack.
- Une série de modifications des coreutils pour les rendre compatibles avec les attributs de SMACK. Ces modifications ne sont pas indispensables mais permettent d'afficher et de modifier les labels associés aux fichiers.

## Critiques
Smack a été critiqué pour être une implémentation complète sous forme d'un module LSM, alors qu'il aurait été possible d'écrire une nouvelle politique de sécurité pour SELinux, celui-ci étant déjà intégré au noyau. L'auteur de Smack a cependant expliqué que la philosophie et la complexité de mise en place de ces deux solutions étaient différentes.